# Dan Simmons
Dan Simmons (født 4. april 1948 i Peoria, Illinois, USA) er en amerikansk forfatter. Han er mest kendt for sine science fiction-romaner, især serien om Hyperion bestående af (originaltitler i parentes):
- Hyperion (Hyperion)
- Hyperions fald (The Fall of Hyperion)
- Endymion (Endymion)
- Endymions sejr (The Rise of Endymion)

Derudover er disse Dan Simmons-bøger udkommet på dansk:
- Kalis Sang (Song of Kali)
- Slutspil (Carrion Comfort)
- Sommernattens Rædsel (Summer of Night)
- Nattens Børn (Children of the Night)
- Den Hule Mand (The Hollow Man)
- Darwins Klinge (Darwin's Blade)
- Svindelforetagendet (The Crook Factory)